# مدسوس
مدسوس (به عربی: مدسوس) یک منطقهٔ مسکونی در عربستان سعودی است که در استان مدینه واقع شده‌است.